# Korejovce
Korejovce jsou obec na Slovensku. Leží v okrese Svidník v Prešovském kraji. Žije zde 76 obyvatel.

## Pamětihodnosti
- Dřevěný chrám Ochrany Bohorodičky
- Vojenský hřbitov z 1. světové války[2]